# واسیلی شبویف
واسیلی شبویف (روسی: Васи́лий Козьми́ч Шебу́ев; ۱۳ آوریل [سبک قدیمی: ۲ آوریل] ۱۷۷۷, در کرونشتات – ۲۸ ژوئن [سبک قدیمی: ۱۶ ژوئن] ۱۸۵۵, در سن پترزبورگ) نقاش روسی، مشاور دولتی و رئیس آکادمی امپریال هنر بود.

## آثار

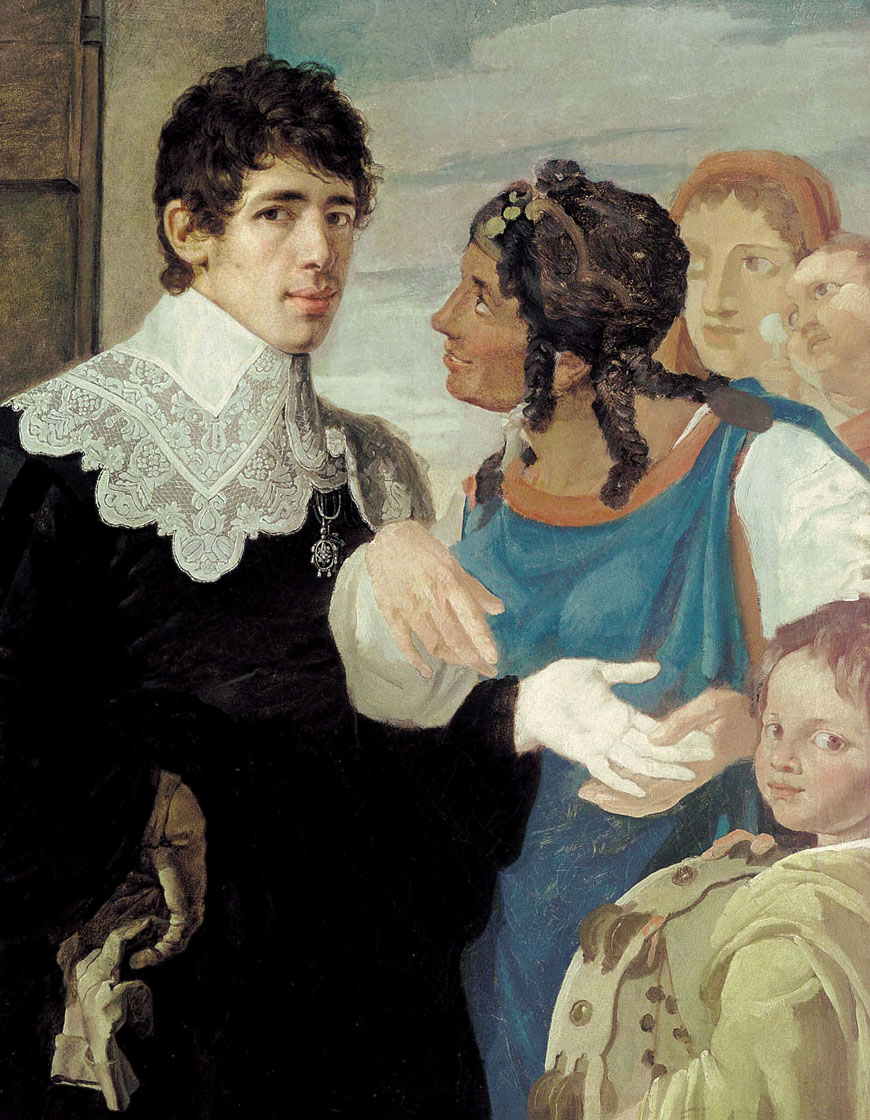
Self-portrait with fortune-teller (1805)
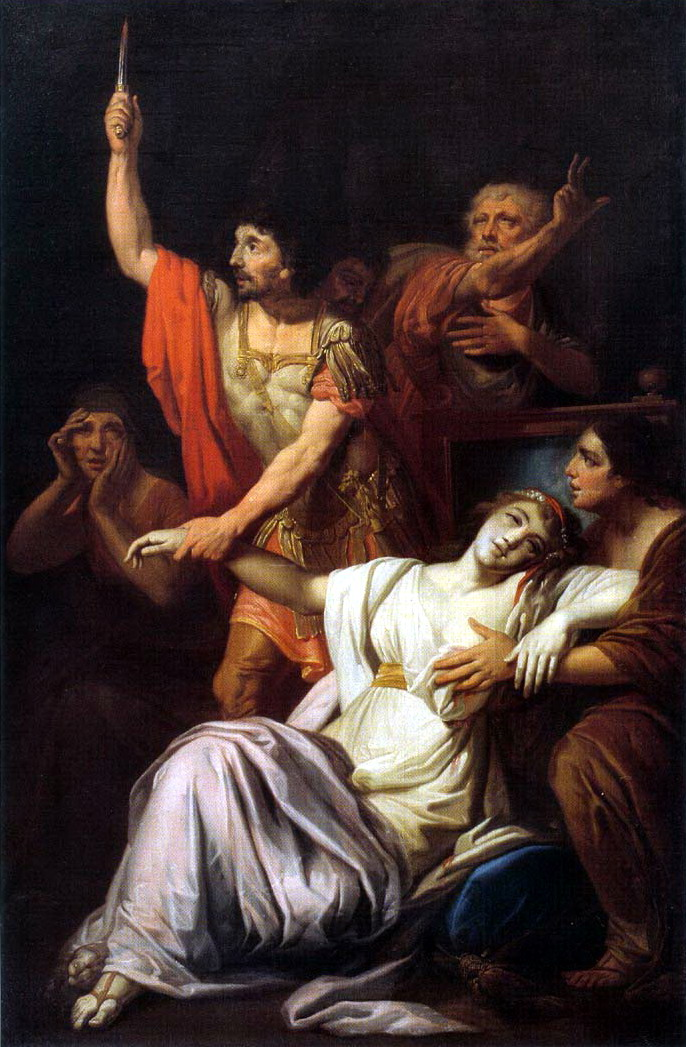
The Death of Camilla (1821)
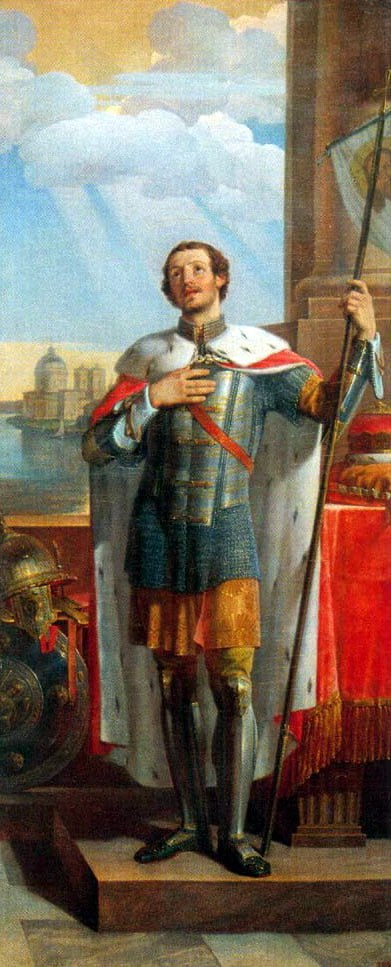
الکساندر نوسکی (1836)
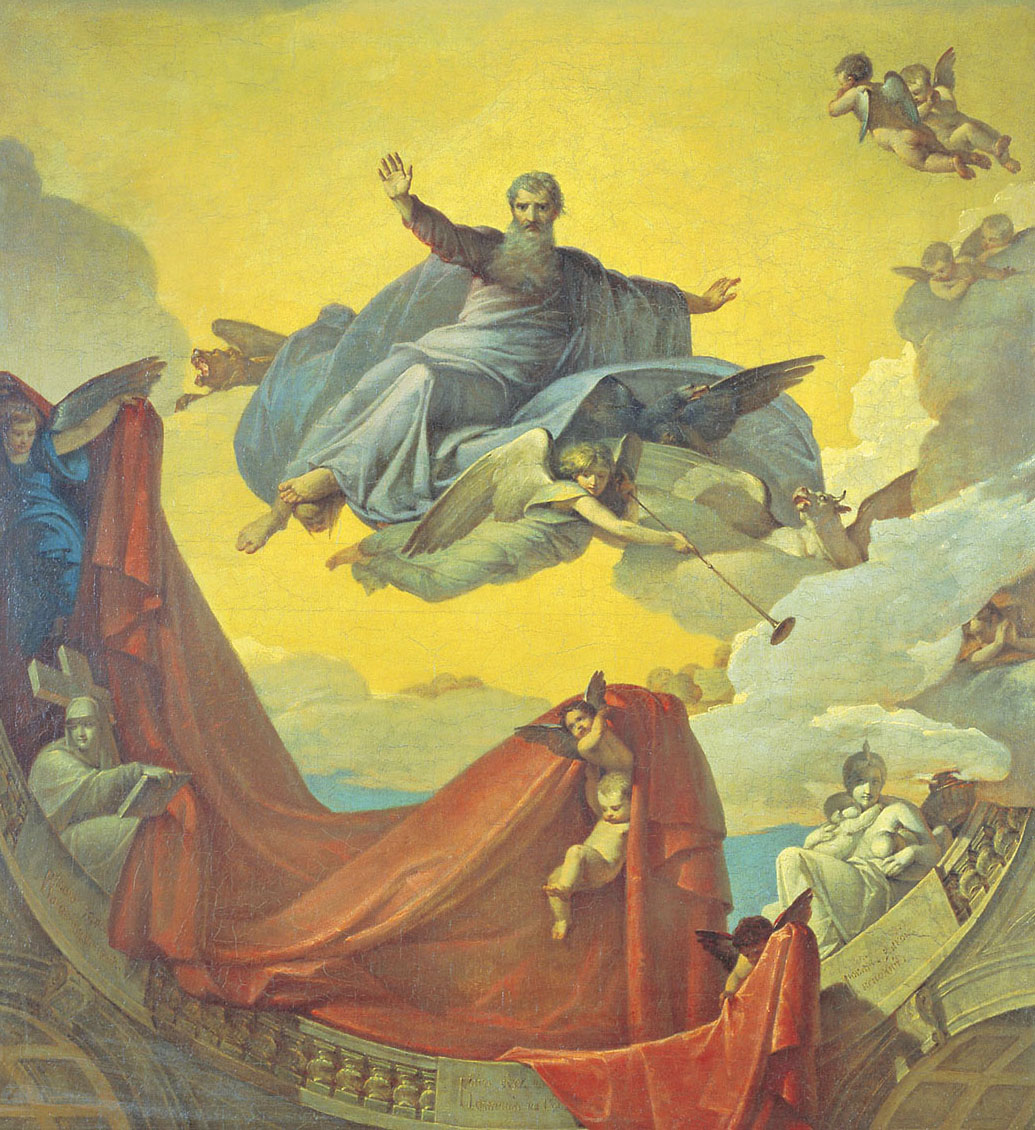
The vision of the prophet حزقیال[۵] (1836)
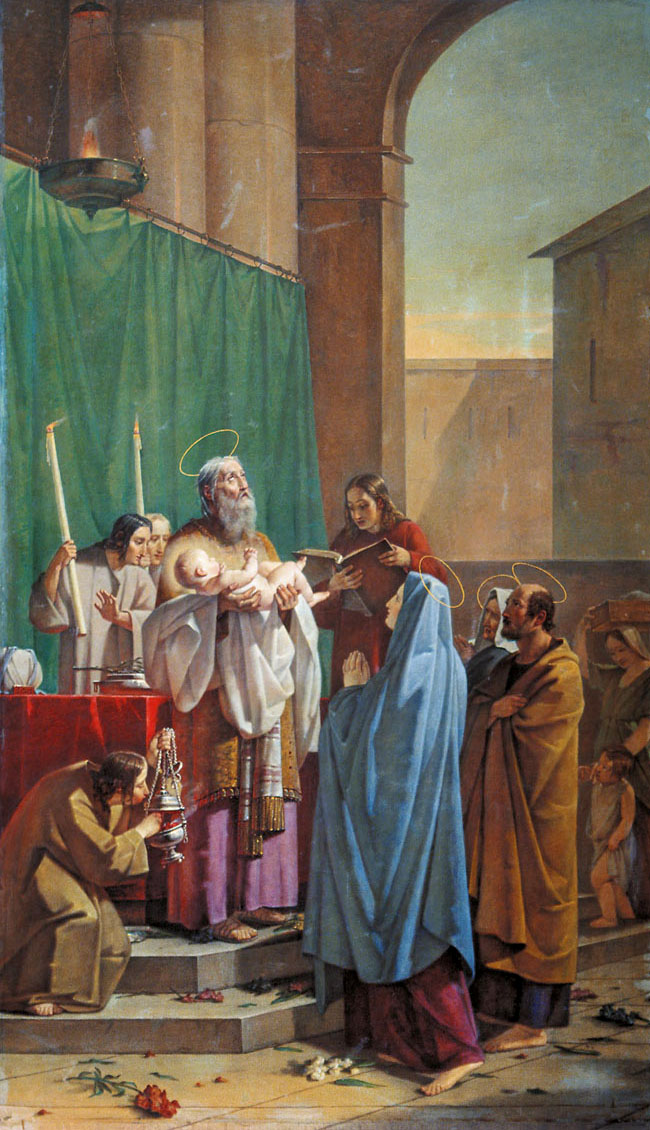
Simeon (Gospel of Luke) (1847)